# Matheus Thuler
Matheus Soares Thuler (Rio de Janeiro, 10 de março de 1999) é um futebolista brasileiro que atua como zagueiro. Atualmente joga no Vissel Kobe, do Japão.

## Carreira

### Início
Thuler começou no time de futsal do Fluminense, onde ficou até os 7 anos, quando foi dispensado.

### Flamengo

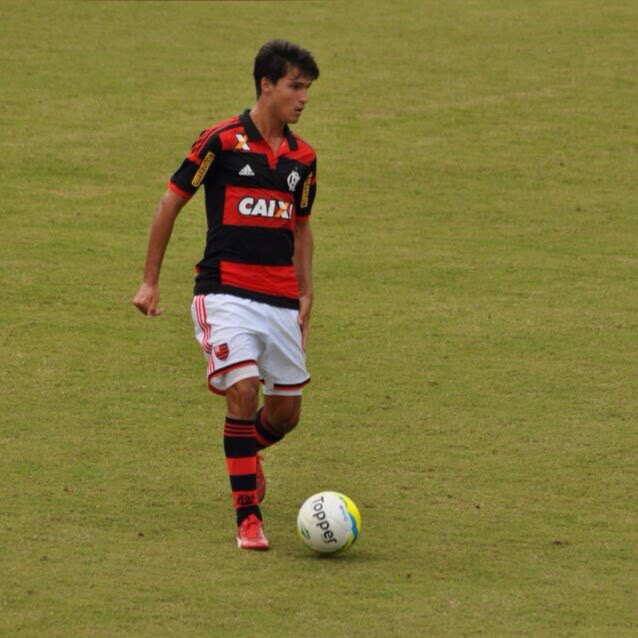
Thuler pelo Flamengo nos tempos de base, em 2015

Após ser dispensado do Tricolor, fez um teste no Flamengo, e aos 8 anos, passou a integrar a equipe da Gávea. A partir daí, foi passando por todas as categorias do clube. Em 2017, na equipe Sub-17 do Flamengo, Thuler era titular e capitão da equipe que ficou a temporada inteira invicta.
Fez sua estreia pelo profissional do Flamengo na Primeira Liga do Brasil de 2016 contra o Paraná. Depois de ter retornado ao sub-20, em 2017, é efetivado de vez no time principal. Em 26 de maio, faz sua estreia pelo Campeonato Brasileiro de Futebol de 2018, na sétima rodada, contra o Atlético Mineiro, fazendo dupla com seu companheiro de sub-20, Leo Duarte, substituindo Juan, Réver e Rhodolfo, todos lesionados.
Foi integrado para a equipe profissional do Flamengo em 2017. Fez parte do elenco que conquistou o título do Campeonato Brasileiro de 2019 e também a Libertadores do mesmo ano. Em 2020, participou das conquistas da Recopa Sul-Americana, da Supercopa do Brasil e do Campeonato Carioca. Em entrevista ao Correio Braziliense, afirmou que se espelha em Fábio Luciano, ídolo do clube de 2007 a 2009, também revelando uma admiração pelo zagueiro espanhol Sérgio Ramos.
Seu primeiro gol como profissional foi em 13 de junho de 2018, no empate por 1–1 com o Palmeiras, válido pela 12.ª rodada do brasileirão de 2018. Seu segundo gol foi em 22 de outubro de 2020, no último jogo da fase de grupos na Libertadores, contra o Júnior Barranquilla. O Flamengo venceu por 3–1.

### Montpellier
Após não ser muito aproveitado, foi acertado no dia 11 de fevereiro de 2021 o seu empréstimo ao Montpellier, da França, sendo válido até junho de 2022. O valor da transferência foi de 200 mil euros (aproximadamente R$ 1,1 milhão) pelo empréstimo de 1 ano e meio, com o Montpellier tendo a opção de compra no final do empréstimo estipulada em 2,5 milhões de euros (aproximadamente R$ 14,6 milhões).
Embarcou à França no dia 7 de junho, para fazer exames médicos, e no dia 25 de junho, foi oficialmente anunciado pelo clube francês, tendo escolhido utilizar a camisa 26, mesmo número que usava no Flamengo. Fez sua estreia pelo clube francês em 8 de agosto de 2021, na derrota por 3–2 para o Olympique de Marseille, na estreia da Ligue 1 de 2021–22. Ao fim do seu empréstimo, acabou não sendo comprado pelo clube francês por causa das dificuldades financeiras e então retornou ao Flamengo em maio de 2022. Atuou em 18 jogos pelo clube francês.

### Vissel Kobe
Após não ser aproveitado, foi acertado seu empréstimo em 22 de julho de 2022 ao Vissel Kobe, do Japão.
Após o término do empréstimo e com dez jogos feitos, o Flamengo negociou a venda de Matheus Thuler ao Vissel Kobe no início de 2023 em definitivo. O time japonês comprou 50% dos direitos econômicos do atleta por 1 milhão de dólares - pouco mais de R$ 5,3 milhões.
Thuler integrou o elenco que foi campeão inédito da J-League de 2023, onde teve boa participação na reta final do competição. Na antepenúltima rodada fez um dos gols da vitória por 2–1 sobre o Urawa Red Diamonds e na penúltima foi titular na vitória por 2–1 sobre o Nagoya Grampus que garantiu o título.

## Seleção Nacional

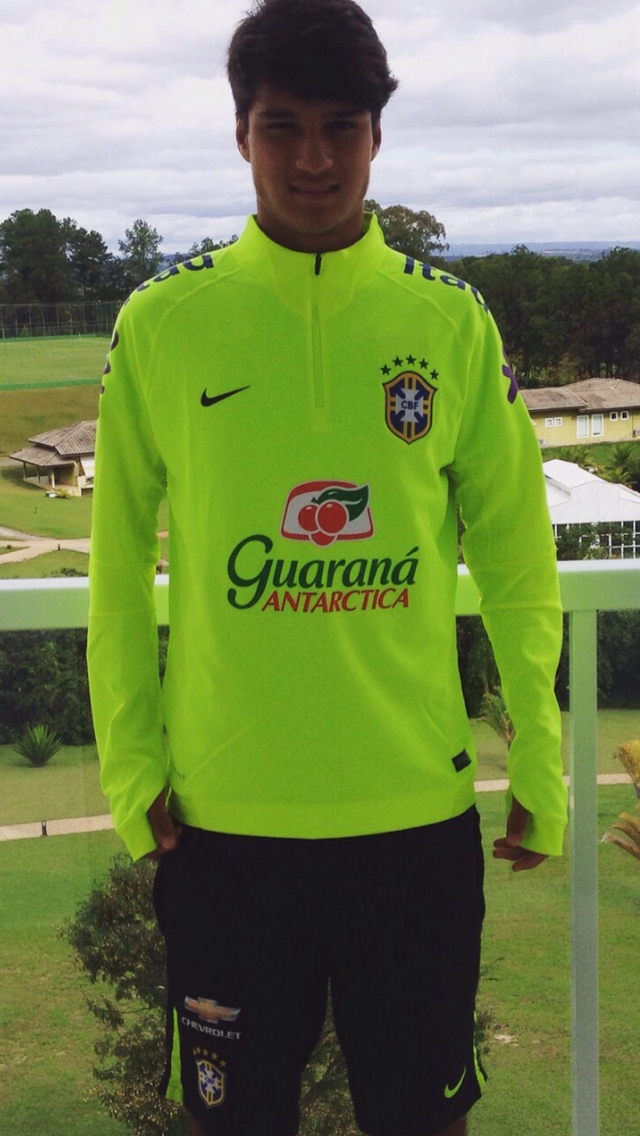
Thuler pela Seleção Brasileira Sub-17 em 2015

### Brasil Sub-17
No dia 8 de maio de 2015, foi um dos 27 convocados por Carlos Amadeu a Seleção Brasileira Sub-17 para a primeira fase de treinos visando a Copa do Mundo FIFA Sub-17 de 2015, no Chile.

### Brasil Sub-20
Também fez parte da Seleção Brasileira de Futebol Sub-20 nos amistosos contra o México. Também foi convocado ao Sul-americano Sub-20 de 2019.

## Estatísticas
Atualizadas até 20 de maio de 2022

### Clubes
| Equipe            | Temporada         | Campeonato nacional | Campeonato nacional | Campeonato nacional | Copa nacional[a] | Copa nacional[a] | Copa nacional[a] | Competições continentais[b] | Competições continentais[b] | Competições continentais[b] | Outros torneios[c] | Outros torneios[c] | Outros torneios[c] | Total | Total | Total   |
| Equipe            | Temporada         | Jogos               | Gols                | Assist.             | Jogos            | Gols             | Assist.          | Jogos                       | Gols                        | Assist.                     | Jogos              | Gols               | Assist.            | Jogos | Gols  | Assist. |
| ----------------- | ----------------- | ------------------- | ------------------- | ------------------- | ---------------- | ---------------- | ---------------- | --------------------------- | --------------------------- | --------------------------- | ------------------ | ------------------ | ------------------ | ----- | ----- | ------- |
| Flamengo          | 2017              | 0                   | 0                   | 0                   | —                | —                | —                | —                           | —                           | —                           | 1                  | 0                  | 0                  | 1     | 0     | 0       |
| Flamengo          | 2018              | 7                   | 1                   | 0                   | 0                | 0                | 0                | 0                           | 0                           | 0                           | 5                  | 0                  | 0                  | 12    | 1     | 0       |
| Flamengo          | 2019              | 13                  | 0                   | 0                   | 0                | 0                | 0                | 1                           | 0                           | 0                           | 3                  | 0                  | 0                  | 17    | 0     | 0       |
| Flamengo          | 2020              | 4                   | 0                   | 0                   | 2                | 0                | 0                | 4                           | 0                           | 0                           | 2                  | 0                  | 0                  | 12    | 1     | 0       |
| Flamengo          | Total             | 24                  | 1                   | 0                   | 2                | 0                | 0                | 5                           | 1                           | 0                           | 11                 | 0                  | 0                  | 42    | 2     | 0       |
| Montpellier       | 2021–22           | 16                  | 0                   | 0                   | 2                | 0                | 0                | 0                           | 0                           | 0                           | 0                  | 0                  | 0                  | 18    | 0     | 0       |
| Montpellier       | Total             | 16                  | 0                   | 0                   | 2                | 0                | 0                | 0                           | 0                           | 0                           | 0                  | 0                  | 0                  | 18    | 0     | 0       |
| Montpellier       | 2022              | 0                   | 0                   | 0                   | 0                | 0                | 0                | 0                           | 0                           | 0                           | —                  | —                  | —                  | 0     | 0     | 0       |
| Total na carreira | Total na carreira | 40                  | 1                   | 0                   | 4                | 0                | 0                | 5                           | 1                           | 0                           | 11                 | 0                  | 0                  | 60    | 2     | 0       |

- a. ^ Jogos da Copa do Brasil e Copa da França
- b. ^ Jogos da Copa Libertadores da América e Recopa Sul-Americana
- c. ^ Jogos do Primeira Liga do Brasil, Campeonato Carioca, Copa do Mundo de Clubes da FIFA e Supercopa do Brasil

### Seleção Brasileira Sub-20
| Ano   |       |      |         |       |
| Ano   | Jogos | Gols | Assist. | Média |
| ----- | ----- | ---- | ------- | ----- |
| 2019  | 2     | 0    | 0       | 0     |
| Total | 2     | 0    | 0       | 0     |

## Títulos
Flamengo   
- Campeonato Carioca: 2019 e 2020
- Campeonato Brasileiro: 2019[30] e 2020
- Copa Libertadores da América: 2019[6][30]
- Supercopa do Brasil: 2020
- Recopa Sul-Americana: 2020

Vissel Kobe
- Campeonato Japonês: 2023 e 2024[carece de fontes?]
- Copa do Imperador: 2024[carece de fontes?]